# Przepływomierz wirowy
Przepływomierz wirowy (Vortex) – przyrząd pomiarowy, który mierzy jaka ilość medium przepływa przez daną powierzchnię prostopadłą do kierunku przepływu.

## Zasada działania
Podstawą działania przepływomierza Vortex jest teoria ścieżki wirowej Karmana, opisująca zjawisko powstawania wirów za ciałem nieopływowym.
Przegroda, umieszczona w strudze przepływającego płynu, generuje zawirowania, które naprzemiennie odrywają się od jej boków i unoszą wraz ze strumieniem. Częstotliwość odrywania wirów jest  wprost proporcjonalna do średniej prędkości przepływu, a więc do strumienia objętości.
Podczas odrywania wirów, po dwóch stronach przegrody, powstają naprzemienne chwilowe pola niskiego ciśnienia. Umieszczony za przegrodą czujnik (np. pojemnościowy) wykrywa je, zlicza i przetwarza na linowy sygnał cyfrowy proporcjonalny do prędkości przepływającego płynu.
Zalety:
- uniwersalne rozwiązanie dla pomiaru cieczy, pary i gazów
- wysoka niezależność pomiaru od zmian ciśnienia, temperatury i lepkości
- wysoka stabilność długoterminowa, brak płynięcia zera (z uwagi na wysoką stabilność długoterminową, parametry przepływomierza (wsp. k, punkt zerowy) określone są jednorazowo podczas kalibracji i nie ulegają zmianie w całym okresie późniejszego użytkowania)
- brak części ruchowych
- pomijalny spadek ciśnienia w rurociągu
- wysoka dynamika pomiaru

Wady:
- brak możliwości pomiaru małychy wartości przepływu (wiry powstają dopiero przy pewnej niezerowej prędkości przepływu)
- wrażliwość na drgania instalacji na której zamontowany jest przepływomierz (wzbudzają w drgania czujnik pomiarowy, który interpretuje je jako przepływ)
- wymaga dobrze ustabilizowanego strumienia medium (należy zapewnić odpowiednio długi odcinek prosty przed i za przepływomierzem)